# Кубизу
Кубизу́ (фр. Coubisou, окс. Cobison) — коммуна во Франции, находится в регионе Окситания. Департамент — Аверон. Входит в состав кантона Эстен. Округ коммуны — Родез.
Код INSEE коммуны — 12079.
Коммуна расположена приблизительно в 480 км к югу от Парижа, в 150 км северо-восточнее Тулузы, в 26 км к северо-востоку от Родеза.

## Население
Население коммуны на 2008 год составляло 535 человек.
| 1962 | 1968 | 1975 | 1982 | 1990 | 1999 | 2008 |
| ---- | ---- | ---- | ---- | ---- | ---- | ---- |
| 506  | 571  | 508  | 511  | 488  | 502  | 535  |

## Экономика
В 2007 году среди 302 человек в трудоспособном возрасте (15—64 лет) 230 были экономически активными, 72 — неактивными (показатель активности — 76,2 %, в 1999 году было 70,4 %). Из 230 активных работали 225 человек (125 мужчин и 100 женщин), безработных было 5 (3 мужчин и 2 женщины). Среди 72 неактивных 24 человека были учениками или студентами, 32 — пенсионерами, 16 были неактивными по другим причинам.

## Достопримечательности
- Церковь Сен-Ведар (XII век). Памятник истории с 1978 года[3]
- Замок Кабреспен (XVII век). Памятник истории с 1987 года[4]